# Persone di nome Alice
| Questa pagina contiene informazioni ricavate automaticamente dalle voci biografiche con l'ausilio del template Bio e di un bot. L'aggiornamento è periodico e automatico e ricostruisce completamente la pagina. Se manca una persona in questa lista, sei pregato di non aggiungerla, ma accertati piuttosto che la sua voce biografica contenga il template Bio e che i dati anagrafici siano correttamente compilati. Se il template Bio manca, inseriscilo tu stesso o, in alternativa, metti l'avviso {{tmp\|Bio}} che ne segnala la mancanza. Se i dati riportati sono sbagliati, correggi direttamente la voce biografica; le modifiche saranno visibili in questa lista entro pochi giorni. Per chiarimenti vedi il progetto antroponimi. La lista contiene solo le 319 persone che sono citate nell'enciclopedia e per le quali è stato implementato correttamente il template Bio. Pagina aggiornata al 6 ago 2025. |

Questa è una lista di persone presenti nell'enciclopedia che hanno il nome Alice, suddivise per attività principale.

## Altiste(1)
- Alice Coachman, altista statunitense (Albany, n. 1923 - Albany, † 2014)

## Antropologhe(1)
- Alice Roberts, antropologa e docente inglese (Bristol, n. 1973)

## Arpiste(1)
- Alice Chalifoux, arpista statunitense (Birmingham, n. 1908 - Winchester, † 2008)

## Artiste(2)
- Alice Pasquini, artista italiana (Roma, n. 1980)
- Alice Bolingbroke Woodward, artista inglese (Chelsea, n. 1862 - † 1951)

## Artiste marziali(1)
- Alice Rovigatti, artista marziale italiana

## Assassine(1)
- Alice Arden, assassina inglese (n. 1516 - Canterbury, † 1551)

## Astronome(1)
- Alice Vibert Douglas, astronoma canadese (Montréal, n. 1894 - Kingston, † 1988)

## Atlete(1)
- Alice Pagliarini, atleta italiana (Fano, n. 2006)

## Attiviste(5)
- Alice Abadam, attivista gallese (Londra, n. 1856 - Abergwili, † 1940)
- Alice Hathaway Lee Roosevelt, attivista statunitense (Chestnut Hill, n. 1861 - New York, † 1884)
- Alice Hawkins, attivista britannica (Stafford, n. 1863 - Leicester, † 1946)
- Alice Paul, attivista statunitense (Paulsdale, n. 1885 - Filadelfia, † 1977)
- Alice Stone Blackwell, attivista e editrice statunitense (Orange, n. 1857 - Cambridge, † 1950)

## Attrici(50)
- Alice Arcuri, attrice italiana (Genova, n. 1984)
- Alice Arno, attrice e modella francese (n. 1946)
- Alice Belaïdi, attrice francese (Nîmes, n. 1987)
- Alice Brady, attrice statunitense (New York, n. 1892 - New York, † 1939)
- Alice Braga, attrice brasiliana (San Paolo, n. 1983)
- Alice Calhoun, attrice statunitense (Cleveland, n. 1900 - Los Angeles, † 1966)
- Alice Chapin, attrice e drammaturga statunitense (Keene, n. 1857 - Keene, † 1934)
- Claudie Clèves, attrice e sceneggiatrice francese (Oulchy-le-Château, n. 1905 - Montreuil, † 1996)
- Alice Cocéa, attrice e cantante francese (Sinaia, n. 1899 - Boulogne-Billancourt, † 1970)
- Alice Connor, attrice britannica (Buckinghamshire, n. 1990)
- Alice Davenport, attrice statunitense (New York, n. 1864 - Los Angeles, † 1936)
- Alice David, attrice francese (Parigi, n. 1987)
- Alice De Winton, attrice inglese (Dorchester, n. 1864 - Londra, † 1941)
- Alice Drummond, attrice statunitense (Pawtucket, n. 1928 - New York, † 2016)
- Alice Dwyer, attrice tedesca (Berlino, n. 1988)
- Alice Englert, attrice australiana (Sydney, n. 1994)
- Alice Evans, attrice inglese (Summit, n. 1968)
- Alice Eve, attrice britannica (Londra, n. 1982)
- Alice Faye, attrice e cantante statunitense (New York, n. 1915 - Rancho Mirage, † 1998)
- Alice Franz, attrice e doppiatrice tedesca (Krefeld, n. 1912 - Monaco di Baviera, † 2011)
- Alice Ghostley, attrice statunitense (Eve, n. 1923 - Los Angeles, † 2007)
- Alice Greczyn, attrice e modella statunitense (Walnut Creek, n. 1986)
- Alice Henley, attrice britannica (Ipswich, n. 1982)
- Alice Hirson, attrice statunitense (New York, n. 1929 - New York, † 2025)
- Alice Hollister, attrice statunitense (Worcester, n. 1886 - Costa Mesa, † 1973)
- Alice Howell, attrice statunitense (New York, n. 1886 - Los Angeles, † 1961)
- Alice Isaaz, attrice francese (Bordeaux, n. 1991)
- Alice Joyce, attrice statunitense (Kansas City, n. 1890 - Hollywood, † 1955)
- Alice Krige, attrice sudafricana (Upington, n. 1954)
- Alice Lake, attrice statunitense (New York, n. 1895 - Hollywood, † 1967)
- Alice Lowe, attrice, comica e regista britannica (Coventry, n. 1977)
- Alice Moseley, attrice britannica
- Alice Pagani, attrice, modella e scrittrice italiana (Ascoli Piceno, n. 1998)
- Alice Palazzi, attrice italiana (Cesena, n. 1979)
- Alice Patten, attrice britannica (Londra, n. 1980)
- Alice Pearce, attrice statunitense (New York, n. 1917 - Hollywood, † 1966)
- Alice Playten, attrice e doppiatrice statunitense (Manhattan, n. 1947 - Manhattan, † 2011)
- Alice Pol, attrice francese (Saint-Pierre, n. 1982)
- Alice Sapritch, attrice francese (Istanbul, n. 1916 - Parigi, † 1990)
- Vera Schmiterlöw, attrice svedese (Varberg, n. 1904 - Stoccolma, † 1987)
- Alice Taglioni, attrice francese (Ermont, n. 1976)
- Alice Teghil, attrice italiana (Roma, n. 1989)
- Alice Terry, attrice statunitense (Vincennes, n. 1900 - Burbank, † 1987)
- Alice Tissot, attrice francese (Parigi, n. 1890 - Parigi, † 1971)
- Alice Torriani, attrice e scrittrice italiana (Milano, n. 1984)
- Alice Treff, attrice e doppiatrice tedesca (Berlino, n. 1906 - Berlino, † 2003)
- Alice Washburn, attrice statunitense (Oshkosh, n. 1861 - Oshkosh, † 1929)
- Alice Wegmann, attrice e ex ginnasta brasiliana (Rio de Janeiro, n. 1995)
- Alice White, attrice statunitense (Paterson, n. 1904 - Los Angeles, † 1983)
- Alice de Lencquesaing, attrice francese (Parigi, n. 1991)

## Attrici teatrali(2)
- Alice Fearn, attrice teatrale britannica (n. 1983)
- Alice Ripley, attrice teatrale e cantante statunitense (San Leandro, n. 1963)

## Biologhe(2)
- Alice Middleton Boring, biologa e zoologa statunitense (Filadelfia, n. 1883 - Cambridge, † 1955)
- Alice Embleton, biologa, zoologa e attivista britannica (Epsom, n. 1876 - † 1960)

## Botaniche(2)
- Alice Eastwood, botanica canadese (Toronto, n. 1859 - San Francisco, † 1953)
- Alice Săvulescu, botanica rumena (Oltenița, n. 1905 - Bucarest, † 1970)

## Calciatrici(15)
- Alice Benoît, calciatrice francese (Ermont, n. 1996)
- Alice Cama, calciatrice italiana (Monza, n. 1987)
- Alice Corelli, calciatrice italiana (Roma, n. 2003)
- Alice De Val, calciatrice italiana (n. 1992)
- Alice Ferrazza, calciatrice italiana (Roma, n. 1990)
- Alice Foti, calciatrice italiana (n. 1997)
- Alice Giai, calciatrice italiana (Torino, n. 2003)
- Alice Greppi, calciatrice italiana (Vercelli, n. 1994)
- Alice Ogebe, calciatrice nigeriana (n. 1995)
- Alice Parisi, ex calciatrice italiana (Tione di Trento, n. 1990)
- Alice Pellinghelli, calciatrice italiana (n. 2003)
- Alice Pignagnoli, calciatrice e dirigente sportiva italiana (Reggio Emilia, n. 1988)
- Alice Regazzoli, calciatrice italiana (Milano, n. 1999)
- Alice Sombath, calciatrice francese (Charenton-le-Pont, n. 2003)
- Alice Tortelli, calciatrice italiana (Firenze, n. 1998)

## Canoiste(1)
- Alice Fagioli, ex canoista italiana (Pisa, n. 1980)

## Cantanti(4)
- Alice Babs, cantante e attrice svedese (Västervik, n. 1924 - Stoccolma, † 2014)
- Alice Fitoussi, cantante algerina (Bordj Bou Arreridj, n. 1916 - Parigi, † 1978)
- Alice Glass, cantante canadese (Toronto, n. 1988)
- Alice Russell, cantante britannica (Suffolk, n. 1975)

## Cantautori(1)
- Alice Cooper, cantautore e attore statunitense (Detroit, n. 1948)

## Cantautrici(6)
- Birthh, cantautrice italiana (Firenze, n. 1996)
- Alice Dona, cantautrice francese (Maisons-Alfort, n. 1946)
- Alice Merton, cantautrice tedesca (Francoforte sul Meno, n. 1993)
- Alice Paba, cantautrice italiana (Tolfa, n. 1997)
- Alice Pelle, cantautrice italiana (Roma, n. 1971)
- Ace Wilder, cantautrice svedese (Stoccolma, n. 1982)

## Cestiste(12)
- Alice Barron, ex cestista statunitense (Austin, n. 1935)
- Ruthie Bolton, ex cestista e allenatrice di pallacanestro statunitense (Lucedale, n. 1967)
- Alice Kunek, cestista australiana (Box Hill, n. 1991)
- Alice Nori, cestista italiana (Ravenna, n. 1993)
- Alice Nyström, cestista svedese (Luleå, n. 1993)
- Alice Onono, ex cestista keniota (Nairobi, n. 1966)
- Alice Pedrazzi, ex cestista e giornalista italiana (Milano, n. 1978)
- Alice Quarta, ex cestista italiana (Torino, n. 1991)
- Alice Richter, ex cestista italiana (Trieste, n. 1991)
- Alice Romagnoli, ex cestista italiana (Milano, n. 1984)
- Alice Sabatini, cestista e modella italiana (Orbetello, n. 1996)
- Alice Seillier, ex cestista francese (Boulogne-sur-Mer, n. 1932)

## Chimiche(1)
- Alice Ball, chimica statunitense (Seattle, n. 1892 - Seattle, † 1916)

## Cicliste su strada(3)
- Alice Maria Arzuffi, ciclista su strada e ciclocrossista italiana (Seregno, n. 1994)
- Alice Towers, ciclista su strada britannica (n. 2002)
- Alice Wood, ex ciclista su strada e ex ciclocrossista britannica (Northampton, n. 1995)

## Circensi(1)
- Alice Elizabeth Doherty, circense statunitense (Minneapolis, n. 1887 - Dallas, † 1933)

## Compositrici(1)
- Alice Tegnér, compositrice svedese (Karlshamn, n. 1864 - Djursholm, † 1943)

## Conduttrici televisive(1)
- Alice Tumler, conduttrice televisiva austriaca (Innsbruck, n. 1978)

## Contralti(1)
- Alice Cucini, contralto italiana (n. 1870 - Milano, † 1949)

## Criminali(1)
- Alice Diamond, criminale britannica (Londra, n. 1896 - Londra, † 1952)

## Danzatrici(2)
- Alice Bellagamba, ballerina, attrice e direttrice artistica italiana (Jesi, n. 1987)
- Alice Mariani, danzatrice italiana (Massa, n. 1992)

## Designer(1)
- Alice Carmen Gouvy, designer statunitense (Cleveland - † 1924)

## Discobole(1)
- Alice Matějková, ex discobola ceca (Hořovice, n. 1969)

## Drammaturghe(1)
- Alice Birch, drammaturga e sceneggiatrice britannica (n. 1986)

## Educatrici(1)
- Alice Freeman Palmer, educatrice statunitense (Colesville, n. 1855 - Parigi, † 1902)

## Esoteriste(1)
- Alice Bailey, esoterista, astrologa e teosofa britannica (Manchester, n. 1880 - New York, † 1949)

## Etnologhe(1)
- Alice Fletcher, etnologa, antropologa e sociologa statunitense (L'Avana, n. 1838 - Washington, † 1923)

## Filantrope(2)
- Alice Claypoole Gwynne, filantropa statunitense (Cincinnati, n. 1845 - Manhattan, † 1934)
- Alice Hallgarten Franchetti, filantropa e pedagogista statunitense (New York, n. 1874 - Leysin, † 1911)

## Filosofe(1)
- Alice von Hildebrand, filosofa e teologa belga (Bruxelles, n. 1923 - New Rochelle, † 2022)

## Fondiste(1)
- Alice Longo, ex fondista italiana (Feltre, n. 1990)

## Fotografe(3)
- Alice Boughton, fotografa statunitense (Brooklyn, n. 1866 - Bay Shore, † 1943)
- Alice Dixon Le Plongeon, fotografa e scrittrice britannica (Londra, n. 1851 - New York, † 1910)
- Alice Hughes, fotografa britannica (Notting Hill, n. 1857 - Worthing, † 1939)

## Geologhe(1)
- Alice Wilson, geologa, paleontologa e scienziata canadese (Cobourg, n. 1881 - † 1964)

## Ginnaste(3)
- Alice D'Amato, ginnasta italiana (Genova, n. 2003)
- Alice Kinsella, ginnasta britannica (Basildon, n. 2001)
- Alice Taglietti, ginnasta italiana (Brescia, n. 2007)

## Giornaliste(3)
- Alice Bah Kuhnke, giornalista e politica svedese (Malmö, n. 1971)
- Alice Bastos Neves, giornalista brasiliana (Pelotas, n. 1984)
- Alice Perkins, giornalista statunitense

## Imprenditrici(1)
- Alice Walton, imprenditrice statunitense (Newport, n. 1949)

## Ingegnere(1)
- Alice Agogino, ingegnere meccanico statunitense (n. 1952)

## Insegnanti(2)
- Alice Pegler, insegnante e botanica sudafricana (Keiskammahoek, n. 1861 - Umtata, † 1929)
- Alice Psacaropulo, insegnante, pittrice e collezionista d'arte italiana (Trieste, n. 1921 - Trieste, † 2018)

## Judoka(1)
- Alice Bellandi, judoka italiana (Brescia, n. 1998)

## Latiniste(1)
- Alice Kober, latinista statunitense (New York, n. 1906 - New York, † 1950)

## Linguiste(1)
- Alice Harris, linguista statunitense (Columbus, n. 1947)

## Matematiche(1)
- Alice Guionnet, matematica francese (n. 1969)

## Medici(3)
- Alice Hamilton, medico statunitense (New York, n. 1869 - Hadlyme, † 1970)
- Alice Hutchison, medico britannico (Dalhousie, n. 1874 - Londra, † 1953)
- Alice Stewart Ker, medico e docente scozzese (Banffshire, n. 1853 - † 1943)

## Mezzofondiste(3)
- Alice Finot, mezzofondista e siepista francese (Montbéliard, n. 1991)
- Alice Gaggi, mezzofondista e fondista di corsa in montagna italiana (Sondrio, n. 1987)
- Alice Goodall, mezzofondista britannica (n. 2001)

## Mezzosoprani(1)
- Alice Coote, mezzosoprano britannico (Frodsham, n. 1968)

## Microbiologhe(1)
- Alice Catherine Evans, microbiologa statunitense (Neath, n. 1881 - Alexandria, † 1975)

## Militari(1)
- Alice Orlowski, militare e criminale di guerra tedesca (Berlino, n. 1903 - † 1976)

## Missionarie(2)
- Mildred Cable, missionaria e scrittrice britannica (Guildford, n. 1878 - Hampstead, † 1952)
- Alice Seeley Harris, missionaria e fotografa britannica (Malmesbury, n. 1870 - Guildford, † 1970)

## Modelle(6)
- Alice Rachele Arlanch, modella e conduttrice televisiva italiana (Rovereto, n. 1995)
- Alice Burdeu, modella australiana (Melbourne, n. 1988)
- Alice Goodwin, modella britannica (Stoke-on-Trent, n. 1985)
- Alice Prin, modella, attrice e scrittrice francese (Châtillon-sur-Seine, n. 1901 - Parigi, † 1953)
- Alice Taticchi, modella italiana (Perugia, n. 1990)
- Suki Waterhouse, modella, attrice e cantante britannica (Londra, n. 1992)

## Musiciste(1)
- Alice Phoebe Lou, musicista e cantante sudafricana (Kommetjie, n. 1993)

## Nobildonne(5)
- Alice di Courtenay, nobildonna francese (n. 1160 - † 1218)
- Alice Keppel, nobildonna scozzese (Strathblane, n. 1868 - Bellosguardo, † 1947)
- Alice Montagu, nobildonna inglese (Westminster, n. 1862 - Coworth Park, † 1957)
- Alice Spencer, nobildonna inglese (Althorp, n. 1559 - Harefield, † 1637)
- Alice di Bretagna, nobildonna francese (Sarzeau, n. 1243 - Blois, † 1288)

## Nobili(26)
- Alice di Francia, nobile (n. 1151 - † 1198)
- Alice di Baux, nobile francese (Les Baux-de-Provence, † 1426)
- Alice Montagu Douglas Scott, nobile britannica (Londra, n. 1901 - Kensington Palace, † 2004)
- Alice di Thouars, nobile (n. 1200 - † 1221)
- Alice di Forcalquier, nobile
- Alice di Vergy, nobile francese (n. 1182 - Prenois-en-Montage, † 1251)
- Alice di Châtillon, nobile (n. 1181 - † 1235)
- Alice di Namur, nobile francese (Valenciennes, † 1169)
- Alice d'Armenia, nobile (n. 1182)
- Alice di Monferrato, nobile italiana (Kyrenia, † 1233)
- Alice di Borbone-Parma, nobile (Parma, n. 1849 - Schwertberg, † 1935)
- Alice di Borgogna-Auxerre, nobile francese (n. 1251 - † 1290)
- Alice Chaucer, nobile inglese (n. 1404 - † 1475)
- Alice Comyn, nobile scozzese (Aberdeenshire, n. 1289 - † 1349)
- Alice FitzAlan, nobile inglese (Castello di Arundel - † 1416)
- Alice FitzAlan, nobile inglese (Arundel, n. 1378 - † 1415)
- Alice d'Ibelin, nobile cipriota (Cipro - Cipro, † 1386)
- Alice di Norfolk, nobile britannica (Bungay, † 1352)
- Alice de Warenne, nobile britannica (Sussex, n. 1287 - † 1338)
- Alice de Lacy, nobile britannica (Denbigh, n. 1281 - Lincolnshire, † 1348)
- Alice de Toeni, nobile inglese (Flamsted, n. 1284)
- Alice di Borbone-Parma, nobile italiana (Vienna, n. 1917 - Madrid, † 2017)
- Alice di Champagne, nobile francese (Gerusalemme, n. 1195 - Acri, † 1246)
- Alice di Lusignano, nobile francese († 1290)
- Alice di Lusignano, nobile francese (Lusignano, n. 1224 - Sussex, † 1256)
- Alice di Saluzzo, nobile italiana (Saluzzo - Shropshire, † 1292)

## Nuotatrici(9)
- Alice Bridges, nuotatrice statunitense (Uxbridge, n. 1916 - Carlisle, † 2011)
- Alice Carpanese, nuotatrice italiana (Padova, n. 1987)
- Alice Dominici, nuotatrice artistica italiana (Imperia, n. 1975)
- Alice Franco, ex nuotatrice italiana (Asti, n. 1989)
- Alice Milliat, nuotatrice, canoista e dirigente sportiva francese (Nantes, n. 1884 - Parigi, † 1957)
- Alice Mills, nuotatrice australiana (Brisbane, n. 1986)
- Alice Mizzau, ex nuotatrice italiana (Udine, n. 1993)
- Alice Nesti, nuotatrice italiana (Pistoia, n. 1989)
- Alice Scarabelli, nuotatrice italiana (Tortona, n. 1998)

## Ostacoliste(1)
- Alice Muraro, ostacolista italiana (Vicenza, n. 2000)

## Pallanuotiste(1)
- Alice Giancristofaro, pallanuotista italiana (Jesi, n. 1992)

## Pallavoliste(6)
- Alice Blom, pallavolista olandese (Oudeschild, n. 1980)
- Alice Degradi, pallavolista italiana (Pavia, n. 1996)
- Alice Pamio, pallavolista italiana (Camposampiero, n. 1998)
- Alice Santini, ex pallavolista italiana (Firenze, n. 1984)
- Alice Torcolacci, pallavolista italiana (Urbino, n. 2000)
- Alice Turco, pallavolista italiana (Talmassons, n. 2000)

## Pedagogiste(1)
- Alice Pashkus, pedagoga e musicista tedesca (n. 1911 - Vienna, † 1972)

## Pentatlete(1)
- Alice Sotero, pentatleta italiana (Asti, n. 1991)

## Pianiste(3)
- Alice Coltrane, pianista, organista e arpista statunitense (Detroit, n. 1937 - Los Angeles, † 2007)
- Alice Herz-Sommer, pianista e supercentenaria ceca (Praga, n. 1903 - Londra, † 2014)
- Alice Sara Ott, pianista tedesca (Monaco di Baviera, n. 1988)

## Pilote automobilistiche(1)
- Alice Powell, pilota automobilistica britannica (Oxford, n. 1993)

## Pistard(1)
- Alice Sharpe, pistard e ciclista su strada irlandese (n. 1994)

## Pittrici(6)
- Alice Bailly, pittrice svizzera (Ginevra, n. 1872 - Losanna, † 1938)
- Alice Pike Barney, pittrice statunitense (Cincinnati, n. 1857 - Los Angeles, † 1931)
- Alice Dreossi, pittrice italiana (Cervignano del Friuli, n. 1882 - Udine, † 1967)
- Alice Halicka, pittrice polacca (Cracovia, n. 1889 - Parigi, † 1974)
- Alice Kindler, pittrice, litografa e insegnante statunitense (Filadelfia, n. 1892 - Londra, † 1980)
- Alice Lok Cahana, pittrice ungherese (Sárvár, n. 1929 - Portland, † 2017)

## Poetesse(5)
- Alice Cary, poetessa statunitense (Mount Healthy, n. 1820 - New York, † 1871)
- Alice Dunbar Nelson, poetessa e giornalista statunitense (n. 1875 - † 1935)
- Alice Meynell, poetessa inglese (Barnes, n. 1847 - Londra, † 1922)
- Alice Oswald, poetessa e scrittrice britannica (Reading, n. 1966)
- Alice Schanzer, poetessa, traduttrice e critica letteraria austriaca (Vienna, n. 1873 - Cuneo, † 1936)

## Politiche(7)
- Alice Auma, politica ugandese (Uganda, n. 1956 - Kenya, † 2007)
- Alice Buonguerrieri, politica italiana (Bagno di Romagna, n. 1978)
- Alice Morrissey, politica e attivista britannica (Liverpool - † 1912)
- Alice Saunier-Seité, politica francese (Saint-Jean-le-Centenier, n. 1925 - Parigi, † 2003)
- Alice Scherrer-Baumann, politica e insegnante svizzera (Lutzenberg, n. 1947)
- Dina Titus, politica statunitense (Thomasville, n. 1950)
- Alice Weidel, politica tedesca (Gütersloh, n. 1979)

## Principesse(4)
- Alice di Albany, principessa britannica (Castello di Windsor, n. 1883 - Kensington Palace, † 1981)
- Alice di Antiochia, principessa
- Alice di Lussemburgo, principessa lussemburghese (Colmar-Berg, n. 1929 - Belœil, † 2019)
- Alice di Sassonia-Coburgo-Gotha, principessa inglese (Buckingham Palace, n. 1843 - Darmstadt, † 1878)

## Produttrici cinematografiche(1)
- Alice Bamford, produttrice cinematografica statunitense

## Psichiatre(1)
- Alice von Platen, psichiatra tedesca (Weissenhaus, n. 1910 - Cortona, † 2008)

## Psicologhe(1)
- Alice Miller, psicologa, psicoanalista e saggista svizzera (Piotrków Trybunalski, n. 1923 - Saint-Rémy-de-Provence, † 2010)

## Registe(5)
- Alice Diop, regista francese (Aulnay-sous-Bois, n. 1979)
- Alice Guy, regista e produttrice cinematografica francese (Saint-Mandé, n. 1873 - Wayne, † 1968)
- Alice Rohrwacher, regista, sceneggiatrice e montatrice italiana (Fiesole, n. 1981)
- Alice Winocour, regista e sceneggiatrice francese (Parigi, n. 1976)
- Alice Wu, regista e sceneggiatrice statunitense (San Jose, n. 1970)

## Religiose(1)
- Alice Kotowska, religiosa polacca (Varsavia, n. 1899 - Piasnica, † 1939)

## Rugbiste a 15(1)
- Alice Trevisan, ex rugbista a 15 italiana (Motta di Livenza, n. 1986)

## Saggiste(1)
- Alice Voinescu, saggista, filosofa e traduttrice rumena (Turnu Severin, n. 1885 - Bucarest, † 1961)

## Scacchiste(1)
- Alice Lee, scacchista statunitense (Minneapolis, n. 2009)

## Sceneggiatrici(1)
- Alice D.G. Miller, sceneggiatrice statunitense (Milwaukee, n. 1894 - Woodland Hills, † 1985)

## Schermitrici(3)
- Alice Clerici, schermitrice italiana (Torino, n. 1996)
- Alice Karren, ex schermitrice francese
- Alice Volpi, schermitrice italiana (Siena, n. 1992)

## Sciatrici alpine(6)
- Alice Biondani, ex sciatrice alpina italiana
- Alice Calaba, sciatrice alpina italiana (Aosta, n. 2002)
- Alice Marchessault, ex sciatrice alpina canadese (n. 2002)
- Alice McKennis, ex sciatrice alpina statunitense (Glenwood Springs, n. 1989)
- Alice Merryweather, ex sciatrice alpina statunitense (Hingham, n. 1996)
- Alice Robinson, sciatrice alpina neozelandese (Sydney, n. 2001)

## Scrittrici(24)
- Alice Basso, scrittrice italiana (Milano, n. 1979)
- Alice Brown, scrittrice e poetessa statunitense (Hampton Falls, n. 1856 - Boston, † 1948)
- Alice Ceresa, scrittrice svizzera (Basilea, n. 1923 - Roma, † 2001)
- Artemis Cooper, scrittrice britannica (n. 1953)
- Alice Hegan Rice, scrittrice statunitense (Shelbyville, n. 1870 - Louisville, † 1942)
- Alice Hoffman, scrittrice statunitense (New York, n. 1952)
- Alice James, scrittrice statunitense (New York, n. 1848 - Londra, † 1892)
- Alice McDermott, scrittrice statunitense (New York, n. 1953)
- Alice Duer Miller, scrittrice e poetessa statunitense (Staten Island, n. 1874 - Morristown, † 1942)
- Alice Munro, scrittrice canadese (Wingham, n. 1931 - Port Hope, † 2024)
- Alice Oseman, scrittrice britannica (Chatham, n. 1994)
- Alice Pestana, scrittrice, giornalista e pedagogista portoghese (Santarém, n. 1860 - Lisbona, † 1929)
- Alice Rahon, scrittrice e artista francese (Chenecey-Buillon, n. 1904 - Città del Messico, † 1987)
- Alice Rivaz, scrittrice svizzera (Rovray, n. 1901 - Genthod, † 1998)
- Alice Roosevelt Longworth, scrittrice e socialite statunitense (Manhattan, n. 1884 - Washington, † 1980)
- Alice Rühle-Gerstel, scrittrice e psicologa tedesca (Praga, n. 1894 - Città del Messico, † 1943)
- Alice Schwarzer, scrittrice e giornalista tedesca (Wuppertal, n. 1942)
- Alice Sebold, scrittrice statunitense (Madison, n. 1963)
- Alice Toklas, scrittrice statunitense (San Francisco, n. 1877 - Parigi, † 1967)
- Alice Urciuolo, scrittrice e sceneggiatrice italiana (Priverno, n. 1994)
- Alice Vollenweider, scrittrice e traduttrice svizzera (Zurigo, n. 1927 - Schönholzerswilen, † 2011)
- Alice Walker, scrittrice, attivista e poetessa statunitense (Eatonton, n. 1944)
- Alice Zeniter, scrittrice e drammaturga francese (Clamart, n. 1986)
- Alice Zimmern, scrittrice, traduttrice e educatrice britannica (Nottingham, n. 1855 - Londra, † 1939)

## Scrittrici di fantascienza(1)
- James Tiptree Jr., autrice di fantascienza statunitense (Chicago, n. 1915 - McLean, † 1987)

## Soprani(3)
- Alice Nielsen, soprano e attrice teatrale statunitense (Nashville, n. 1872 - New York, † 1943)
- Alice Tully, soprano e filantropa statunitense (Corning, n. 1902 - New York, † 1993)
- Alice Zeppilli, soprano italiana (Mentone, n. 1885 - Pieve di Cento, † 1969)

## Stiliste(1)
- Alice Temperley, stilista inglese (Somerset, n. 1975)

## Tenniste(8)
- Alice Canepa, ex tennista italiana (Finale Ligure, n. 1978)
- Alice Florian, tennista jugoslava (n. 1921 - † 2016)
- Alice Greene, tennista britannica (Upton, n. 1879 - Saint Brélade, † 1956)
- Alice Marble, tennista statunitense (Beckwourth, n. 1913 - Palm Springs, † 1990)
- Alice Matteucci, tennista italiana (Pescara, n. 1995)
- Alice Robbe, tennista francese (Francia, n. 2000)
- Alice Simpson Pickering, tennista britannica (n. 1860 - † 1939)
- Alice Tubello, tennista francese (Saint-Genès-Champanelle, n. 2001)

## Triatlete(1)
- Alice Betto, triatleta italiana (Cavaria con Premezzo, n. 1987)

## Veliste(1)
- Alice Sinno, velista italiana (Roma, n. 1992)

## Velociste(3)
- Alice Brown, ex velocista statunitense (Jackson, n. 1960)
- Alice Mangione, velocista italiana (Niscemi, n. 1997)
- Eileen Wearne, velocista australiana (Sydney, n. 1912 - Sydney, † 2007)

## Violiniste(1)
- Alice Barbi, violinista e mezzosoprano italiana (Modena, n. 1858 - Roma, † 1948)

## Zoologhe(1)
- Alice Pruvot-Fol, zoologa francese (n. 1873 - † 1972)

## Senza attività specificata(10)
- Alice Ayres, britannica (Isleworth, n. 1859 - Southwark, † 1885)
- Alice di Montfort, contessa francese († 1255)
- Alice di Mâcon, contessa († 1258)
- Alice Domon, monaca cristiana francese (Charquemont, n. 1937 - Oceano Atlantico, † 1977)
- Alice Hoschedé, francese (Parigi, n. 1844 - Giverny, † 1911)
- Alice Liddell, britannica (Westminster, n. 1852 - Westerham, † 1934)
- Alice Perrers, britannica († 1400)
- Alice Renavand, ex ballerina francese (Saint-Cloud, n. 1980)
- Alice Louise Shepard, statunitense (New York, n. 1874 - Bar Harbor, † 1950)
- Alice di Borgogna, francese (n. 1233 - † 1273)